# Onizuka (cráter)

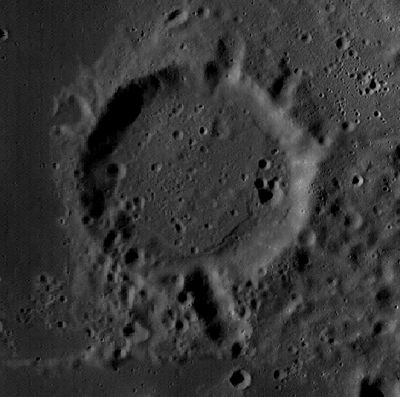
Fotografía de la misión Lunar Reconnaissance Orbiter

Onizuka es un pequeño cráter de impacto lunar que se encuentra dentro del anillo interior de la llanura amurallada del cráter Apollo. La porción central de Apolo ha sido cubierta por lava basáltica de color oscuro, y Onizuka se encuentra en el borde sur de esta llanura. Al sureste de Onizuka se halla el cráter Borman, y al oeste-suroeste aparece Chaffee.
|  |

Onizuka es un cráter circular con forma de cuenco, con un borde afilado. Las paredes interiores son pendientes simples que descienden hasta el suelo interior, aunque en algunas zonas se apilan acúmulos de rocas desprendidas al pie de los taludes. Presenta un pequeño pico central en el punto medio del suelo interior. Una fina grieta que comienza en el borde norte de Onizuka atraviesa el suelo de Apolo hacia el este a lo largo de una distancia considerable.